# Pierre Carlet de Marivaux

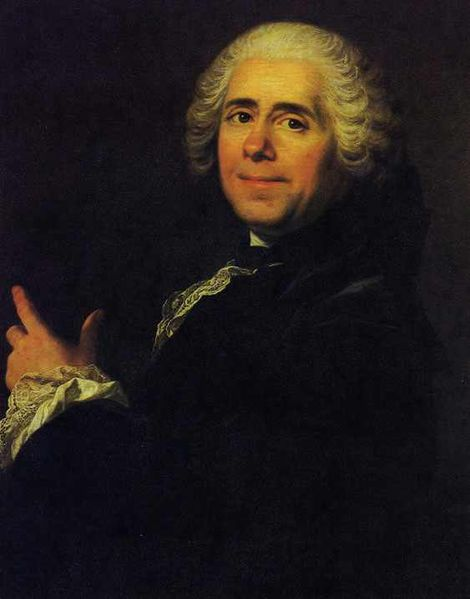
Pierre Carlet de Marivaux

Pierre Carlet de Marivaux, auch Pierre de Chamblain de Marivaux (* 4. Februar 1688 in Paris; † 12. Februar 1763 ebenda) war ein französischer Schriftsteller.
Dieser hauptsächlich als Romancier und Dramatiker bekannte Autor ist einer der bedeutendsten französischen Literaten der 1720er und 1730er Jahre, d. h. der Periode der Frühaufklärung und des Rokoko.

## Leben und Schaffen
Die Herkunft des von ihm wohl erst ab 1716 benutzten Namens „de Marivaux“ ist unbekannt; das in Literaturgeschichten oder Lexika ebenfalls zu findende „de Chamblain“ war eigentlich der Name seines älteren Cousins, des Architekten Jean-Baptiste Bullet de Chamblain (1665–1726), und wurde von ihm allenfalls gelegentlich benutzt.
Marivaux (wie er in der Literaturgeschichte schlicht heißt) wurde in Paris als Pierre Carlet geboren, Sohn eines nichtadeligen mittleren Beamten, der wenig später das Amt eines Kontrolleurs der Münze in Riom erhielt, der damaligen Hauptstadt der Auvergne. Seine Mutter Marie Anne war Schwester des erfolgreichen Pariser Architekten Pierre Bullet und blieb zunächst auch mit den Kindern in Paris. Die Jugendjahre ab 12 verlebte Marivaux dann doch in Riom, wo er auf einem Kolleg der Oratorianer seine Schulbildung absolvierte und wo er vielleicht schon sein erstes Stück, Le Père prudent et équitable (der kluge und gerechte Vater) verfasste und auch einen ersten Roman begann, Les effets surprenants de la sympathie (die überraschenden Effekte der Sympathie).
Spätestens 1710 war er wieder in Paris; jedenfalls schrieb er sich in diesem Jahr für ein Jurastudium an der Pariser Universität ein. Doch offenbar studierte er kaum, sondern betätigte sich als Autor. 1712 wurden die ersten drei Bände der Effets gedruckt und in Limoges und Paris der Père prudent aufgeführt. Auch hatte er in dem Zensor der Effets, dem bedeutenden Frühaufklärer Fontenelle, zugleich einen Protektor gefunden, der ihn in Pariser Literatenkreise einführte. 1713 schrieb er einen weiteren Roman, Pharsamon, Ou les folies romanesques (Ph. oder Die romanesken Torheiten), den er aber erst 1737 in Druck gab. 1714 verfasste er die längere Erzählung La Voiture embourbée (der steckengebliebene Wagen) und vollendete mit Band 4 und 5 die Effets. 1715 gab er einen Télémaque travesti (der verkleidete/verkappte T.) in Druck, eine Parodie von Fénelons vielgelesenem Bildungsroman Les aventures de Télémaque (1699). 1716 ließ er die Ilias-Parodie L’Iliade travesti folgen. Damit mischte er sich in den Streit um Homer ein, der 1714 zwischen Antoine Houdar de la Motte und Anne Dacier ausgebrochen war, einer Homer-Übersetzerin, die noch die These von der Überlegenheit der antiken Literatur über die moderne verfocht, die seit der Querelle des Anciens et des Modernes Gegenstand kritischer Auseinandersetzung war.
Zunächst offenbar nicht unvermögend, investierte Marivaux um 1719 sein eigenes Geld sowie das seiner 1717 geehelichten Frau in Aktien der 1718 gegründeten Compagnie de l’Occident, einer Bank- und Handelsgesellschaft, die in der Aufbruchstimmung während der Regentschaft (1715–1723) Herzog Philipps von Orléans von dem schottischen Bankier John Law 1718 nach dem Vorbild der großen niederländischen und englischen Übersee-Handelsgesellschaften geschaffen worden war. Als 1720 die spekulativ überbewerteten Aktien der Compagnie in den Keller gingen und das „Lawsche System“ zusammenbrach, waren auch Marivaux, seine Frau und seine kleine Tochter (* 1719) über Nacht arme Leute.
Er legte nun offenbar noch ein Jura-Examen ab, betätigte sich dann aber doch nicht als Anwalt oder Ähnliches, sondern verfasste Theaterstücke, vor allem Komödien, die er der Truppe der Comédiens italiens und ihren Stars quasi auf den Leib schrieb. Sein Durchbruch war gleich 1720 Arlequin poli par l’amour (der von der Liebe erzogene Harlekin). Seine Spezialität wurde rasch die Darstellung des unvermerkten und ungewollten Sich-Verliebens zweier Partner, und zwar insbesondere solcher, die zunächst durch große Standesunterschiede getrennt zu sein scheinen, sich dann jedoch als sozial gleichrangig und damit als passend erweisen. Diese Thematik verarbeiten z. B. La Surprise de l’amour, 1722 (die Überraschung der Liebe); La double inconstance, 1723 (die beiderseitige Unbeständigkeit); Le Prince travesti, 1723 (der verkleidete Fürst); Le Jeu de l’amour et du hasard, 1730 (Das Spiel von Liebe und Zufall). Daneben behandelte Marivaux genuin aufklärerische Themen, so z. B. in L’Île des esclaves, 1725 (die Insel der Sklaven), wo er zeigt, wie zufällig und ungerecht in der Kastengesellschaft der Zeit die Diener- und die Herrenrollen verteilt sind; oder in L’Île de la Raison, 1727 (die Insel der Vernunft), wo er sehr vernünftige „Wilde“ mit Europäern konfrontiert, die sich als sehr unvernünftig und vorurteilsvoll erweisen. Der beachtliche Erfolg seiner Stücke verschaffte ihm Zutritt zu den renommiertesten Salons der Hauptstadt.
Wohl Ende 1726 (inzwischen war er Witwer) begann Marivaux den Roman La Vie de Marianne (Das Leben der Marianne), in dem ein Findelkind nur aufgrund seiner Qualitäten, nämlich Schönheit, Geist, Gefühl und Tugend, von einem Adeligen geheiratet wird und so in den Adel aufsteigen sollte. Allerdings war der Autor noch lange nicht bis dahin gelangt, als er 1742 nach vielen hundert Seiten und zehn schon gedruckten Bänden sein Werk abbrach, vermutlich weil er das Utopische seiner Konzeption der Marianne erkannte (und vielleicht auch, weil ihm gerade klar wurde, dass er seine eigene Tochter mangels einer ordentlichen Mitgift nur Nonne werden lassen konnte, was 1745 auch geschah).
1801 erschien (in 2. Auflage) eine deutsche Adaption der Marianne unter dem Titel Josephe, deren Verfasser Friedrich Schulz sich in seiner Vorerinnerung sehr denkwürdig äußert:

„Diese Josephe ist aus der Marianne des Herrn von Marivaux entstanden, und wird in zwey Bänden alles enthalten, was Marianne that und litt, statt daß ihr Schöpfer vier Bände brauchte, weil er auch, dem Genius seiner Nation zu gefallen, was sie dabey sagte, aufzeichnen zu müssen glaubte. Hieraus ergibt sich ein characteristischer Unterschied zwischen dem Geschmacke der Franzosen, und dem Geschmacke der Engländer und Deutschen in Werken der Darstellung. Erstere hören die Helden ihrer Dichter im Romane, wie im Schauspiele, gern sprechen, letztere sehen sie gern handeln und hören sie ungern mehr sprechen, als zur Sache nöthig ist. […]
Wenn die französischen Uebersetzer englische und deutsche Helden ihrer Nation vorführen: so lösen sie ihnen vorher die Zunge, es ist also billige Wiedervergeltung, wenn wir sie den französischen Helden dafür zähmen. Ein Schwätzer ist unter Stillen nie gelitten. Marivaux ist zwar ein sehr angenehmer Schwätzer, aber das deutsche Publicum würde ihm nicht zuhören, aus dem sehr einfachen Grunde, daß es ihn nicht versteht. Die Franzosen haben für jede ihrer Empfindung ein System und für die Sprache derselben einen Syntax. […] Berlin den 8ten August. 1788.“

1734/35 schrieb Marivaux fünf Bände eines weiteren Romans, Le Paysan parvenu (Der arrivierte Dörfler), der die Geschichte vom Aufstieg eines tüchtigen, aber auch rechtschaffenen jungen Provinzlers zum reichen Bankier erzählen sollte. Obwohl er ebenfalls auf halber Strecke stecken blieb, zählt der Paysan mit der Marianne zu den besten Romanen der Zeit.
Neben Theaterstücken und Romanen verfasste Marivaux immer wieder auch zeitschriftenartige Feuilletonserien nach dem Vorbild des 1711 von Joseph Addison in London gegründeten Spectator. Dies waren: Lettres sur les habitants de Paris (Briefe über die Einwohner von Paris, 1717/18), Le Spectateur français (der französische Spectator, 1721–24), L’Indigent philosophe (der mittellose Philosoph, 1726) und Le Cabinet du philosophe (das Kabinett des Philosophen, 1734).
1742 wurde Marivaux Mitglied der Académie française und kurz darauf ihr Secrétaire perpétuel. Dieses Amt, mit dem Dienstwohnung, adelsähnliche Privilegien und erfreuliche Prestigemöglichkeiten verbunden waren, bildete bis zu seinem Tod seinen Lebensinhalt.
Die besondere Leistung des Theaterautors Marivaux war die Übertragung der spielerisch-eleganten Sprache der Pariser Salons seiner Zeit in seine Stücke, die entsprechend auch nicht in Versen, sondern in Prosa verfasst sind. Nachdem diese Sprache sich spätestens mit der Revolution von 1789 überlebt hatte, erschien Marivaux’ Stil schon gegen Ende des 18. Jahrhunderts und schon gar den Romantikern nur noch als ein manieriertes „marivaudage“.
Ende des 19. Jahrhunderts jedoch wurde diese negative Sicht revidiert, und Le Jeu de l’amour et du hasard zählt seitdem wieder zu den meistgespielten französischen Komödien. Auch die Romane La Vie de Marianne und Le Paysan parvenu gelten, obwohl sie beide unvollendet geblieben sind, als zwei der besten und lesenswertesten französischen erzählenden Werke des 18. Jahrhunderts.

## Werke

### Bühnenwerke
1. Le Père prudent et équitable, 1712 in Limoges und Paris aufgeführt
2. L’Amour et la vérité, Uraufführung (UA) am 3. März 1720, nur fragmentarisch erhalten
3. Arlequin poli par l’amour, UA 17. Oktober 1720
4. Annibal, UA 16. Dezember 1720, wiederaufgeführt am 25. Dezember 1747, Verstragödie, von Gotthold Ephraim Lessing teilweise übersetzt
5. La Surprise de l’amour, UA 3. Mai 1722
6. La Double Inconstance, UA 6. April 1723
7. Le Prince travesti, UA 5. Februar 1724
8. La Fausse Suivante ou Le Fourbe puni, UA 8. Juli 1724; 2000 verfilmt von Benoît Jacquot
9. Le Dénouement imprévu, UA 2. Dezember 1724
10. L’Île des esclaves, UA 5. März 1725
11. L’Héritier de village, UA 19. Oktober 1725
12. Mahomet second, 1726 (? ) Tragödie in Prosa, unvollendet
13. L’Île de la raison ou Les Petits Hommes, UA 11. September 1727
14. La Seconde Surprise de l’amour, UA 31. Dezember 1727
15. Le Triomphe de Plutus, UA 22. April 1728
16. La Nouvelle Colonie, 1729, verloren, 2. Fassung 1750 als La Colonie
17. Le Jeu de l’amour et du hasard, UA 23. Januar 1730; erfolgreichstes Stück des Autors; von Valérie Donzelli 2013 verfilmt (dt. Adaption von Johann Friedrich Jünger: Maske für Maske. Göschen, Leipzig 1794. Digitalisat)
18. La Réunion des Amours, UA 5. November 1731
19. Le Triomphe de l’amour, UA 12. März 1732
20. Les Serments indiscrets, UA 8. Juni 1732
21. L’École des mères, UA 25. Juli 1732 (dt. Übersetzung von Conrad Ekhof: Die Mütter-Schule. Krauß, Wien 1764. Digitalisat)
22. L’Heureux Stratagème, UA 6. Juni 1733
23. La Méprise, UA 16. August 1734
24. Le Petit-Maître corrigé, UA 6. November 1734
25. Le Chemin de la fortune, veröffentlicht in „Le Cabinet du Philosophe“, 1734
26. La Mère confidente, UA 9. Mai 1735
27. Le Legs, UA 11. Juni 1736
28. Les Fausses Confidences, UA 16. März 1737; 2015 von Luc Bondy verfilmt (deutscher Titel: „Falsche Vertraulichkeiten“)
29. La Joie imprévue, UA 7. Juli 1738
30. Les Sincères, UA 13. Januar 1739
31. L’Épreuve, UA 19. November 1740
32. La Commère, 1741
33. La Dispute, UA 10. Oktober 1744 (dt. Übersetzung von Joseph Felix von Kurz: Die Kinder der Natur. Logenmeister, Wien 1778. Digitalisat)
34. Le Préjugé vaincu, UA 6. August 1746
35. La Colonie, UA 1750
36. La Femme fidèle, UA 24. August 1755, nur fragmentarisch erhalten
37. Félicie, veröffentlicht in „Mercure de France“ März 1757
38. Les Acteurs de bonne foi, veröffentlicht in „Le Conservateur“ 1757
39. La Provinciale, veröffentlicht in „Mercure de France“ April 1761, Authentizität angezweifelt.

### Romane, erzählende Werke
- Les Aventures de *** ou Les Effets surprenants de la sympathie, 5 Bde. 1712–1714
  - dt. Übersetzung: Die erstaunlichen Wirkungen der Sympathie oder die Begebenheiten des Herrn **. O.V., Leipzig 1745 (Digitalisat).
- Pharsamon ou Les Folies romanesques, 1713, gedruckt 1737
- La Voiture embourbée, 1714
- Le Bilboquet, 1714
- Le Télémaque travesti, 1714
- L’Homère travesti ou L’Iliade en vers burlesques, 1716/17
- La Vie de Marianne, 1726 begonnen, unvollendet; gedruckt 1731–42 in zehn Bänden
  - dt. Adaption: Friedrich Schulz: Josephe. [Nach Marivaux.] 2 Bde., 2. Auflage Mannheim 1801 (Digitalisat von Band 1 und Band 2 im Internet Archive)
  - dt. Übersetzung: Leben der Marianne oder Angenehme Begebenheiten einer vornehmen Gräfin in Franckreich. 2 Bde. O.V., Frankfurt und Leipzig 1739 (Digitalisate: Erster Theil – Zweyter Theil)
  - dt. Übersetzung: Marianne oder die Abentheuer der Gräfin von ***. Deutsch von August Diezmann. 2 Bde. Wigand, Leipzig 1867
- Le Paysan parvenu, unvollendet; 1734/35 in fünf Bänden gedruckt (dt. Adaption von Johann Friedrich Jünger: Der neue Gutsherr. Dyk, Leipzig 1781. Digitalisat).

### Journalistische Arbeiten und Essays
- Lettres sur les habitants de Paris, 1717–1718
- Lettres contenant une aventure
- Pensées sur différents sujets
- Le Spectateur français, 1721–1724
- L’Indigent philosophe, 1726
- Le Cabinet du philosophe, 1734
- L’Éducation d’un prince, dialogue, 1754

## Hörspielbearbeitungen (Auswahl)
- 1952: Das Spiel von Liebe und vom Zufall – Regie: Peter Arthur Stiller (Radio Saarbrücken)
- 1961: Trau, schau wem oder Unbestand auf beiden Seiten – Regie: Hans Krendlesberger (ORF Oberösterreich)
- 1965: Das Spiel von Liebe und Zufall (Ein Spiel aus Liebe und Zufall) – Regie: Herbert Wochinz (ORF Kärnten)
- 1969: Die falsche Dienerin – Bearbeitung und Regie: Ferry Bauer (ORF Oberösterreich)
- 1975: Das Spiel von Liebe und vom Zufall – Regie: Klaus Gmeiner (ORF Salzburg)
- 1977: Die Prüfung – Regie: Ferry Bauer (ORF Oberösterreich)
- 1980: Die Liebesüberraschung – Regie: Ferry Bauer (ORF Oberösterreich)
- 1982: Die Kolonie – Regie: Ulrich Heising (NDR)
- 1983: Der Taler in kleinen Münzen – Bearbeitung und Regie: Gerda Scheffel (NDR)
- 1983: Die Kolonie – Regie: Ferry Bauer (ORF Vorarlberg)
- 1992: Der Streit – Regie: Ulrike Brinkmann (RIAS Berlin)

Quellen: Ö1-Hörspieldatenbank für die österreichischen und die ARD-Hörspieldatenbank für die deutschen Produktionen